# Polystichum gemmiparum
Polystichum gemmiparum är en träjonväxtart som beskrevs av Carl Frederik Albert Christensen. Polystichum gemmiparum ingår i släktet Polystichum och familjen Dryopteridaceae. Inga underarter finns listade.